# Post Mortem (2010)
Post Mortem is een Chileense film uit 2010, geregisseerd door Pablo Larraín. De film speelt zich af tijdens de staatsgreep in Chili in 1973, waarbij president Salvador Allende werd afgezet en het vijftien jaar durende militaire bewind onder leiding van Augusto Pinochet begon. De film ging in première op het Filmfestival van Venetië waar de film meedeed aan de internationale competitie.

## Verhaal
Mario Cornejo werkt als assistent in het mortuarium. In de dagen voor de staatsgreep van 1973 in Chili raakt hij verwikkeld in een liefdesrelatie met Nancy, een danseres van de club Bim Bam Bum. Ze woont verderop in de straat samen met haar broer David en haar vader, die een aanhanger van Salvador Allende is. Op de ochtend van 11 september wordt Nancy's huis binnengevallen, waarbij haar broer en vader worden gearresteerd. Mario begint een panische zoektocht naar Nancy die op mysterieuze wijze verdwenen is.

## Rolverdeling
| Acteur             | Personage      |
| ------------------ | -------------- |
| Alfredo Castro     | Mario Cornejo  |
| Antonia Zegers     | Nancy Puelma   |
| Jaime Vadell       | Dr. Castillo   |
| Amparo Noguera     | Sandra         |
| Marcelo Alonso     | Victor         |
| Marcial Tagle      | Captain Montes |
| Santiago Graffigna | David Puelma   |
| Ernesto Malbrán    | Arturo Puelma  |
| Aldo Parodi        | Pato           |

## Ontvangst

### Recensies
Op Rotten Tomatoes geeft 88% van de 34 recensenten de film een positieve recensie, met een gemiddelde score van 7,10/10. Website Metacritic komt tot een score van 72/100, gebaseerd op 14 recensies, wat staat voor "generally favorable reviews" (over het algemeen gunstige recensies).

### Prijzen en nominaties
De film won 4 prijzen en werd voor 4 andere genomineerd. Een selectie:
| Jaar | Evenement                | Categorie    | Genomineerde | Resultaat   |
| ---- | ------------------------ | ------------ | ------------ | ----------- |
| 2010 | Venetië (67ste editie)   | Gouden Leeuw | Post Mortem  | Genomineerd |
| 2011 | Cartagena (51ste editie) | Beste film   | Post Mortem  | Gewonnen    |